# Beskiocephala flava
Beskiocephala flava är en tvåvingeart som beskrevs av Townsend 1916. Beskiocephala flava ingår i släktet Beskiocephala och familjen parasitflugor. Inga underarter finns listade.